# Ferdinand-Alphonse Oklowski
Ferdinand-Alphonse Oklowski (Polonais: Ferdynand Alfons Oklowski) était un officier militaire  d'origine polonaise. Comme colonel, il a pris part à la deuxième insurrection du Bas-Canada où il a commandé les Patriotes dans la Bataille de Lacolle, le 6 novembre et le 7 novembre 1838. Les Patriotes ont gagné la première altercation du 6 novembre, mais ont perdu la confrontation finale le jour suivant. 